# Cyanea pinnatifida
Cyanea pinnatifida là loài thực vật có hoa trong họ Hoa chuông. Loài này được (Cham.) E.Wimm. mô tả khoa học đầu tiên năm 1943.